# 가네코 쓰요시
가네코 쓰요시(일본어: 金子 剛 1983년 4월 8일 ~ )는 일본의 축구 선수이다.

## 구단 경력
미토 홀리호크, 그루자 모리오카, 도치기 SC, 도쿄 무사시노 시티에서 활동하였다.